# Bernard Stevens
Bernard Stevens (* 2. März 1916 in London; † 6. Januar 1983 in Colchester) war ein englischer Komponist und Musikpädagoge.

## Leben
Er hatte Unterricht bei Harold Samuel, Edward J. Dent und Cyril Rootham, studierte Musik und englische Literatur in Cambridge und schließlich am Royal College of Music Komposition bei Reginald Owen Morris, Klavier bei Arthur Benjamin, Orchestration bei Gordon Jacob und Dirigieren bei Constant Lambert. Seit 1948 unterrichtete er selbst am Royal College Komposition, Kontrapunkt und Harmonielehre.
Stevens komponierte eine Oper, zwei Sinfonien und weitere Orchesterwerke, Instrumentalkonzerte, kammermusikalische Werke, Liederzyklen und Lieder, Kantaten und Motetten sowie Filmmusiken in einem tonale und dodekaphone Elemente miteinander verknüpfenden Stil.

## Werke (Auswahl)

### Oper
- The Shadow of the Glen op. 50, Kammeroper in einem Akt (1979; Libretto: John Millington Synge)

### Vokalmusik
- Messe in A für Doppelchor a cappella oop. (1939)
- Four John Donne Songs für Singstimme und Klavier op. 5 (1943)
- The Pilgrims of Hope, Kantate nach William Morris op. 27 (1956)
- Et resurrexit, Kantate nach Randall Swingler op. 43 (1969)
- Hymn to Light, Kantate nach Rabindranath Tagore op. 44 (1970)
- The True Dark, Liederzyklus nach Randall Swingler für Bariton und Klavier op. 49 (1974)

### Orchesterwerke
- Violinkonzert op. 4 (1943)
- Ricercar für Streichorchester op. 6 (1944)
- Sinfonie Nr. 1 A Symphony of Liberation op. 7 (1945)
- Sinfonietta für Streichorchester op. 10 (1948)
- Violoncellokonzert op. 18 (1952)
- Klavierkonzert op. 26 (1955; Neufassung als op. 54, 1981)
- Dance Suite op. 28 (1957)
- Sinfonie Nr. 2 op. 35 (1964)
- Variationen op. 36 (1964)
- Choriamb op. 41 (1968)

### Kammermusik
- Violinsonate op. 1 (1940)
- Klaviertrio op. 3 (1942)
- Thema und Variationen für Streichquartett op. 11 (1949)
- Fantasia on a Theme of John Dowland für Violine und Klavier op. 23 (1953)
- Lyric Suite für Streichtrio op. 30 (1958)
- Streichquartett Nr. 2 op. 34 (1962)
- Trio für Violine, Horn und Klavier op. 38 (1966)

### Klaviermusik
- Fantasia on „Giles Farnaby's Dream“ op. 22 (1953)
- Klaviersonate op. 25 (1954)
- Concertante für zwei Klaviere op. 55 (1982)

## Filmmusik
- 1947: Abgründe (The upturned Glass)
- 1949: Wettfahrt mit dem Tode (Once a jolly Swagman)